# گیرا د ملنا
گیرا د ملنا (به اسپانیایی: Güira de Melena) یک منطقهٔ مسکونی در کوبا است که در استان آرتمیسا واقع شده‌است. گیرا د ملنا ۱۷۸ کیلومتر مربع مساحت و ۳۷٬۸۳۸ نفر جمعیت دارد و ۲۰ متر بالاتر از سطح دریا واقع شده‌است.